# Roodborstral
De roodborstral (Sarothrura rufa) is een vogel uit de familie Sarothruridae. Deze familie werd heel lang beschouwd als een onderfamilie van de rallen, koeten en waterhoentjes (rallidae).

## Verspreiding en leefgebied
Deze soort komt wijdverspreid voor in Afrika en telt drie ondersoorten:
- S. r. bonapartii: van Sierra Leone tot Gabon en Congo-Brazzaville.
- S. r. elizabethae: van de Centraal-Afrikaanse Republiek tot Ethiopië, zuidelijk tot Congo-Kinshasa, Oeganda en westelijk Kenia.
- S. r. rufa: centraal Kenia en noordoostelijk Tanzania tot Zuid-Afrika.